# Pauselijke onfeilbaarheid

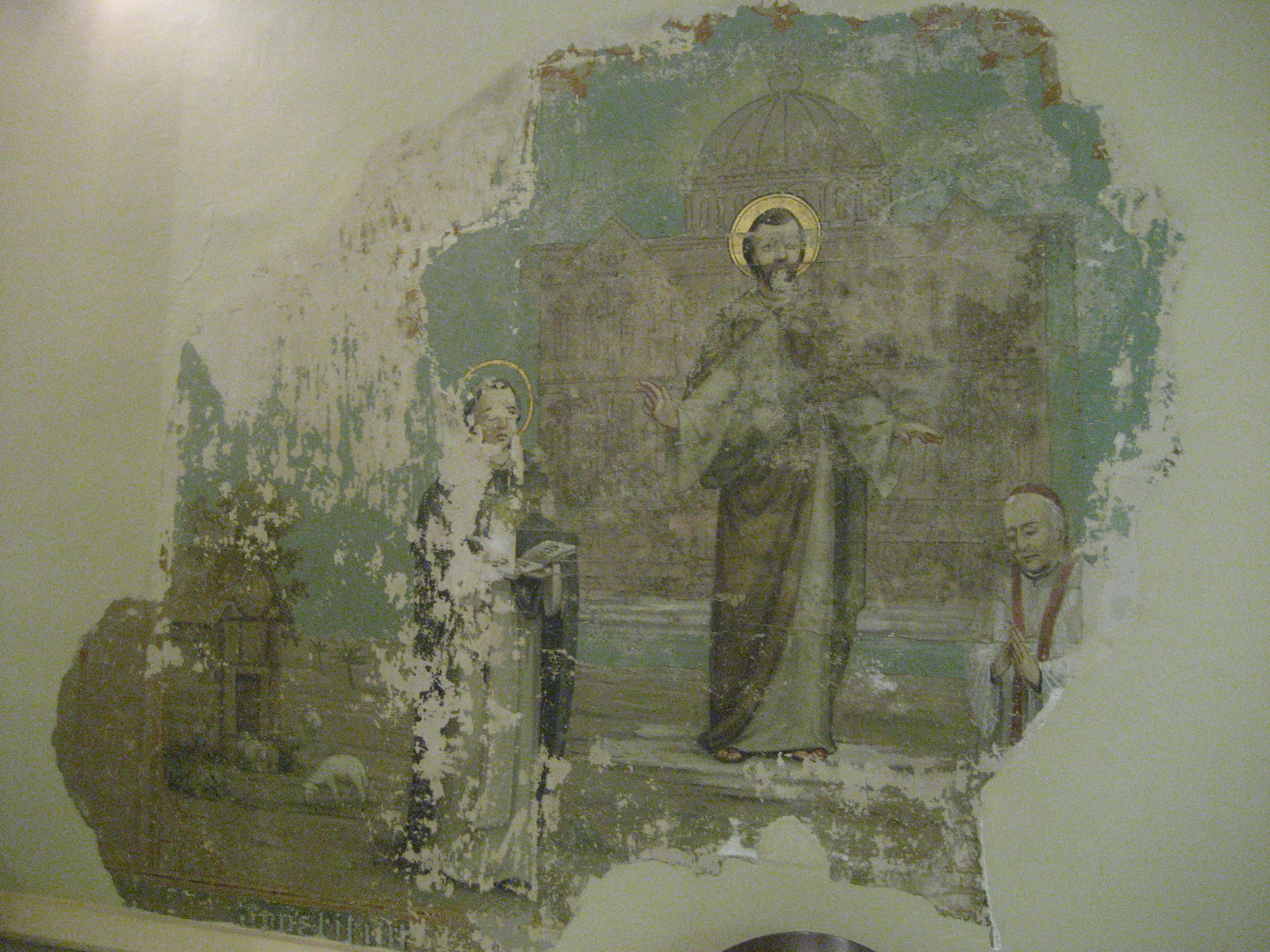
Muurschildering ter viering van het dogma van de pauselijke onfeilbaarheid (Voorschoten, 1870). Van links naar rechts: Thomas van Aquino, Christus en paus Pius IX

De pauselijke onfeilbaarheid (Latijn: Infallibilitas) is in de officiële rooms-katholieke theologie de onmogelijkheid van de paus om te falen, wanneer hij ex cathedra spreekt. Het dogma werd in 1870 geformuleerd en bevestigd tijdens het eerste Vaticaans concilie.

## Onfeilbaarheid van de paus
In de apostolische constitutie Pastor Aeternus uit 1870 wordt de onfeilbaarheid als volgt gedefinieerd:

Wanneer de Bisschop van Rome met het hoogste leergezag (ex cathedra) spreekt, dat wil zeggen, wanneer hij zijn ambt van herder en leraar van alle christenen uitoefent en met het hoogste apostolische ambtsgezag definitief beslist, dat een leer over geloof of zeden door de gehele Kerk gehouden moet worden, dan bezit hij op grond van de goddelijke bijstand, die hem in de heilige Petrus is beloofd, die onfeilbaarheid, waarmede de goddelijke Verlosser zijn Kerk bij definitieve beslissingen in zaken van geloofs- en zedenleer wilde zien toegerust. Deze definitieve beslissingen van de Bisschop van Rome zijn daarom uit zichzelf (ex sese) en niet op grond van de toestemming der Kerk onveranderlijk (irreformabiles).

Met onfeilbaarheid worden dus uitspraken over geloof of moraal bedoeld die door de paus vanuit zijn apostolische opdracht ex cathedra gedaan worden en die voor de kerk bindend zijn. De onfeilbaarheid van de paus heeft dus niets te maken met een persoonlijke onfeilbaarheid. Een onfeilbare uitspraak doet niet alleen een uitdrukkelijk beroep op het gezag ex cathedra, maar vergewist zich eveneens van overeenstemming met de Heilige Schrift, de apostolische traditie, het sensus fidei (het "impliciete geloof") en instemming onder de bisschoppen. Het concilie zegt niet dat de paus zich nooit kan vergissen, en sinds de afkondiging van Pastor Aeternus is er maar één keer gebruikgemaakt van het onfeilbare leergezag van de paus. Het betrof hier de afkondiging van het dogma van de Maria-Tenhemelopneming door paus Pius XII in 1950.
De onfeilbaarheid geldt eveneens voor uitspraken van de bisschoppen wanneer deze met de opvolger van Petrus worden uitgesproken (op een concilie).
De theologische basis voor de onfeilbaarheid is enerzijds gegrondvest in de Bijbel, waar aan de kerk de Heilige Geest beloofd is om het geloof in waarheid te leren en te leven. Anderzijds stoelt de onfeilbaarheid volgens de katholieke theologie ook op de apostolische traditie, waarin het Petrusambt de eenheid van de kerk en het geloof bewaart. Tekenend voor het het ontstaan van het dogma op het eerste Vaticaanse concilie is de volgende passage. Toen kardinaal Guidi, aartsbisschop van Bologna, beweerde dat de paus in geloofsbeslissingen gebonden moet zijn aan een raad van bisschoppen, riep Pius IX hem op het matje en stelde: "De traditie, dat ben ik." Hiermee was wel duidelijk dat de onfeilbaarheid erdoor zou komen. Tegenspraak was nagenoeg niet meer mogelijk.
Verschillende theologen beschouwen de onfeilbaarheid van de paus - en in nauwere zin ook het pausambt zelf - als een hindernis op weg naar de oecumene. In de aanloop naar het eerste Vaticaans concilie ontstond een heftig debat over de onfeilbaarheid. Enerzijds bepleitten de meerderheid van het episcopaat en de ultramontanisten het bevestigen van de onfeilbaarheid van de paus. Anderzijds ontwikkelde zich een protestbeweging tegen de onfeilbaarheidsverklaring van de paus onder de aanhangers van het gallicanisme en de privileges van wereldlijke heersers (zoals de Oostenrijkse keizers) om in te grijpen in de pauskeuze. Uiteindelijk braken maar zeer weinigen met de kerk naar aanleiding van het concilie: in Frankrijk was er Hyacinthe Loyson en in Duitsland werd historicus Ignaz von Döllinger uit de kerk verbannen vanwege zijn blijvende verzet tegen de pauselijke onfeilbaarheid. Met zijn gedachtegoed stond hij aan de basis van de eind 19e eeuw opgerichte Oudkatholieke Kerk in de Duitstalige landen.